# Acuecuecyoticihuatl
En la mitología Azteca, Acuecuecyoticihuatl es la diosa de los mares, de los ríos y del agua que corre. Su representación es de una mujer dando la luz, es considerada una de las sirvientas de Chalchitlicue. Habita el Tlalocan.